# Episteme contracta
Episteme contracta là một loài bướm đêm trong họ Noctuidae.